# Роман Рейнс
Лити Джозеф «Джо» Аноа’й (англ. Leati Joseph "Joe" Anoa'i, род. 25 мая 1985, Пенсакола, Флорида) — американский рестлер и бывший игрок в канадский футбол. Член известной самоа-американской династии рестлеров Аноа’й. В настоящее время выступает в WWE под именем Ро́ман Рейнс (англ. Roman Reigns) на бренде SmackDown.
Владение Рейнсом титулом чемпиона Вселенной WWE длилось 1 316 дней, что стало четвёртым по продолжительности рейном в истории WWE и самым продолжительным с 1988 года.
Аноа’й учился в Технологическом институте Джорджии, где также выступал за команду по американскому футболу. По завершении обучения он участвовал в межсезонных сборах клубов Национальной футбольной лиги «Миннесота Вайкингс» и «Джексонвилл Джагуарс», однако так и не смог закрепиться в основном составе. В 2008 году он отыграл сезон в Канадской футбольной лиге за «Эдмонтон Эскимос».
После завершения карьеры в американском футболе Аноа’й занялся рестлингом и в 2010 году подписал контракт с WWE. Первоначально он выступал в подготовительном подразделении Florida Championship Wrestling, а в ноябре 2012 года дебютировал в основном составе WWE в качестве члена группировки «Щит» (англ. The Shield).
Рейнс является шестикратным чемпионом мира в WWE, четыре раза владея титулом чемпиона мира WWE в тяжелом весе и дважды — титулом чемпиона Вселенной WWE. В 2022 году он стал самым продолжительным действующим чемпионом Вселенной WWE — 1094+ дней, что признано шестым по продолжительности чемпионством в истории промоушена, и самым продолжительным чемпионством в WWE с 1988 года. Он также командный чемпион (вместе с Сетом Роллинсом), чемпион Соединённых Штатов, интерконтинентальный чемпион, чемпион Большого шлема, а также победитель «Королевской битвы» 2015-го года. Кроме того, в 2016 и 2022 годах он занимал первое место в ежегодном списке PWI 500 от Pro Wrestling Illustrated.
С 2014 по 2020 год WWE пыталась представить Рейнса в качестве следующего «лица компании», что вызвало резкое неодобрение со стороны зрителей и критиков. Однако в середине 2020 года Рейнс получил новый злодейский образ, «Вождя племени» и «Главы стола», что в целом было воспринято с одобрением со стороны фанатов и критиков. Его обновлённый образ был назван «Лучшим образом» 2021 года по версии Wrestling Observer Newsletter.

## Ранняя жизнь
Лити Джозеф Аноа’й родился в Пенсаколе, Флорида, 25 мая 1985 года. У него арберийские, английские, итальянские со стороны матери и самоанские корни со стороны отца. Его отец, Сика, и брат Роузи, были рестлерами. Будучи представителем династии Аноа’й, он родной двоюродный брат таких рестлеров как Ёкодзуна, Рикиши, Умага, Тонга Кид; его небиологические двоюродные братья — братья Усо, Соло Сикоа и Скала. Аноа’й учился в католической средней школе Пенсаколы и средней школе Эскамбии, а затем поступил в Технологический институт Джорджии по специальности «менеджмент». Своим кумиром считает рестлера Брета «Хитмэна» Харта.

## Карьера в рестлинге

### World Wrestling Entertainment / WWE

#### Florida Championship Wrestling и NXT (2010—2012)
В июле 2010 года Аноа’й подписал контракт с World Wrestling Entertainment (WWE) и был направлен в региональное подразделение Florida Championship Wrestling (FCW). В FCW его дебют состоялся 9 сентября 2010 года. Аноа’й вышел на ринг под именем Роман Лиаки. Свой первый поединок он проиграл Ричи Стимботу. После этого боя последовал ещё ряд поражений от Айдола Стивенсона и Уэса Бриско, и только 21 сентября он одержал свою первую победу в матче против Фада Рэкмана. В конце года он выступал в основном в командных боях. 16 января 2011 года он принял участие в королевской битве 30 рестлеров, однако не сумел победить. Позже он сформировал альянс с Донни Марлоу и 8 июля они провели матч против Кэлвина Райнса и Биг И Лэнгстона за титул командных чемпионов Флориды, однако их соперники оказались сильнее.
В 2012 году Лики стал одним из основных рестлеров FCW в одиночных поединках. 5 февраля он одержал победу над Дином Эмброусом и Сетом Роллинсом в матче «тройная угроза» и стал претендентом номер один на бой за титул чемпиона Флориды в тяжёлом весе. На следующей неделе в титульном поединке он проиграл Лео Крюгеру. Позже он вместе с Майком Далтоном выиграл титул командных чемпионов Флориды у Си Джей Паркера и Джейсона Джордана. 31 октября Аноа’й дебютировал в WWE NXT под именем Роман Рейнс.

#### «Щит» (2012—2014)
Рейнс дебютировал в основном ростере WWE 18 ноября 2012 года на Survivor Series. Он вместе с Дином Эмброузом и Сетом Роллинсом вмешались в матч «тройная угроза» за титул чемпиона WWE, напав на Райбэка, что привело к тому, что Си Эм Панк смог удержать Джона Сину и сохранить титул.

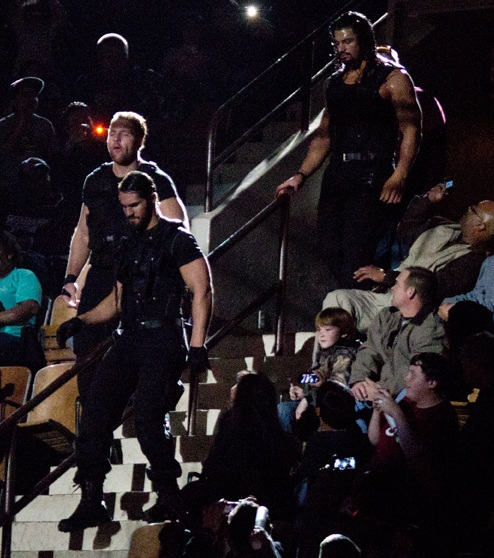
«Щит» в декабре 2012 года

Рестлеры назвали свою группировку «Щит» и объявили, что будут бороться против «несправедливости» и отрицали, что помогают Си Эм Панку, однако периодически нападали на его соперников, таких как Райбэк, Миз, Кейн и Дэниель Брайан. Это привело к тому, что на шоу TLC: Tables, Ladders & Chairs был назначен матч, в котором «Щит» встретился с Райбэком и командой Hell No (Кейн и Брайан). В этом дебютном для «Щита» поединке они сумели одержать победу. После «Щит» продолжил помогать Си Эм Панку. 7 января во время поединка Си Эм Панк и Райбэка за титул чемпиона WWE они атаковали последнего, что привело к тому, что Панк сохранил за собой чемпионский титул. На Royal Rumble во время матча Скалы против Си Эм Панка за титул чемпиона WWE в зале неожиданно погас свет, и Скала был атакован неизвестными, в результате чего Панк сумел его удержать. Несмотря на то, что нападавших никто не видел, в этом нападении обвинили «Щит», а матч Скалы и Панка был начат заново. На следующий день, во время Raw «Щит» напали на Джона Сину, которому на помощь пришли Райбек и Шеймус. Позже на шоу Винс Макмэн заявил, что у него есть информация, что Панк и/или Пол Хейман платят «Щиту» и Брэду Мэддоксу за помощь. Это привело к поединку 3 против 3 на Elimination Chamber, в котором «Щит» одержали победу. Позже против «Щита» объединились Шеймус и Рэнди Ортон. Однако их было недостаточно, и вскоре к ним присоединился Биг Шоу. Противостояние вылилось в матч на WrestleMania 29. «Щит» дебютировал на WrestleMania, где они победили Шеймуса, Рэнди Ортона и Биг Шоу. На следующий вечер на Raw «Щит» попытался напасть на Гробовщика, но их остановила команда Hell No. Это привело к тому, что 22 апреля на Raw состоялся матч командный матч шести человек, который «Щит» выиграли. 13 мая на Raw непобедимая серия командных матчей шести человек «Щита» закончилась поражением по дисквалификации в матче против Сины, Кейна и Брайана.

19 мая на Extreme Rules Рейнс и Роллинс победили команду Hell No и выиграли командное чемпионство WWE. Рейнс и Роллинз победили Брайана и Ортона на шоу Payback, чтобы сохранить за собой титул. Затем последовали успешные защиты титула против «Братьев Усо» (Джимми Усо и Джей Усо) на Money in the Bank и «Игроками прайм-тайма» (Даррен Янг и Тайтус О’Нил) на Night of Champions.

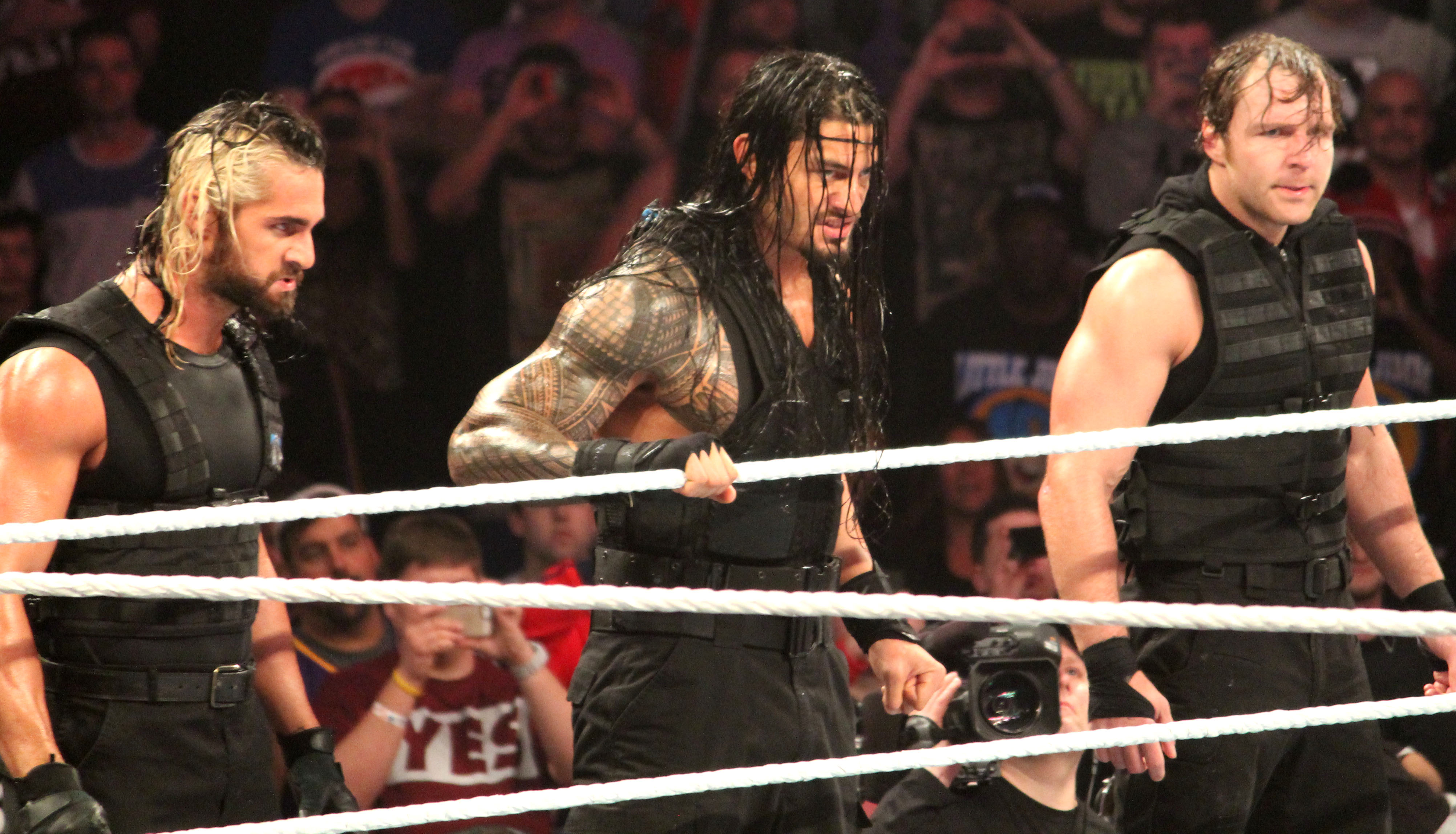
«Щит» в апреле 2014 года

В августе «Щит» начал работать на главного операционного директора Трипл Эйча и его группировку «Власть». Их сотрудничество с «Властью» привело к тому, что они начали соперничать с Коди Роудсом и Голдастом. На Battleground 6 октября Рейнс и Роллинз были побеждены Роудсом и Голдастом в матче без титула. Позже Рейнс и Роллинз проиграли титул чемпиона Роудсу и Голдасту в матче без дисквалификации на Raw 14 октября после вмешательства Биг Шоу. На Hell in a Cell 27 октября Рейнс и Роллинз не смогли вернуть себе чемпионский титул. На Survivor Series «Щит» вместе с Антонио Сезаро и Джеком Сваггером сразились с Реем Мистерио, «Братьями Усо», Коди Роудсом и Голдастом в традиционном матче Survivor Series; Рейнс выиграл матч для своей команды. На TLC: Tables, Ladders & Chairs 15 декабря «Щит» победил Си Эм Панка в матче с гандикапом, после того как Рейнс случайно атаковал Эмброуза. На Royal Rumble 26 января 2014 года Рейнс вошёл в матч «Королевская битва» под номером 15 и выбросил 12 соперников в матче, что стало рекордом, который позже был побит Броном Строумэном в 2018 году. Рейнс занял второе место в матче после того, как его последним устранил Батиста. На следующий вечер на Raw «Щит» участвовал в командном матче против Дэниела Брайана, Шеймуса и Джона Сины. Все три члена победившей команды получили право на участие в матче Elimination Chamber за титул чемпиона мира WWE в тяжелом весе, который «Щит» проиграл по дисквалификации после того, как «Семья Уайаттов» вмешалась и атаковала Сину, Брайана и Шеймуса. 24 февраля на Elimination Chamber был назначен командный матч шести человек против «Семьи Уайттов», который «Щит» проиграли после того, как Эмброуз покинул матч в середине матча.

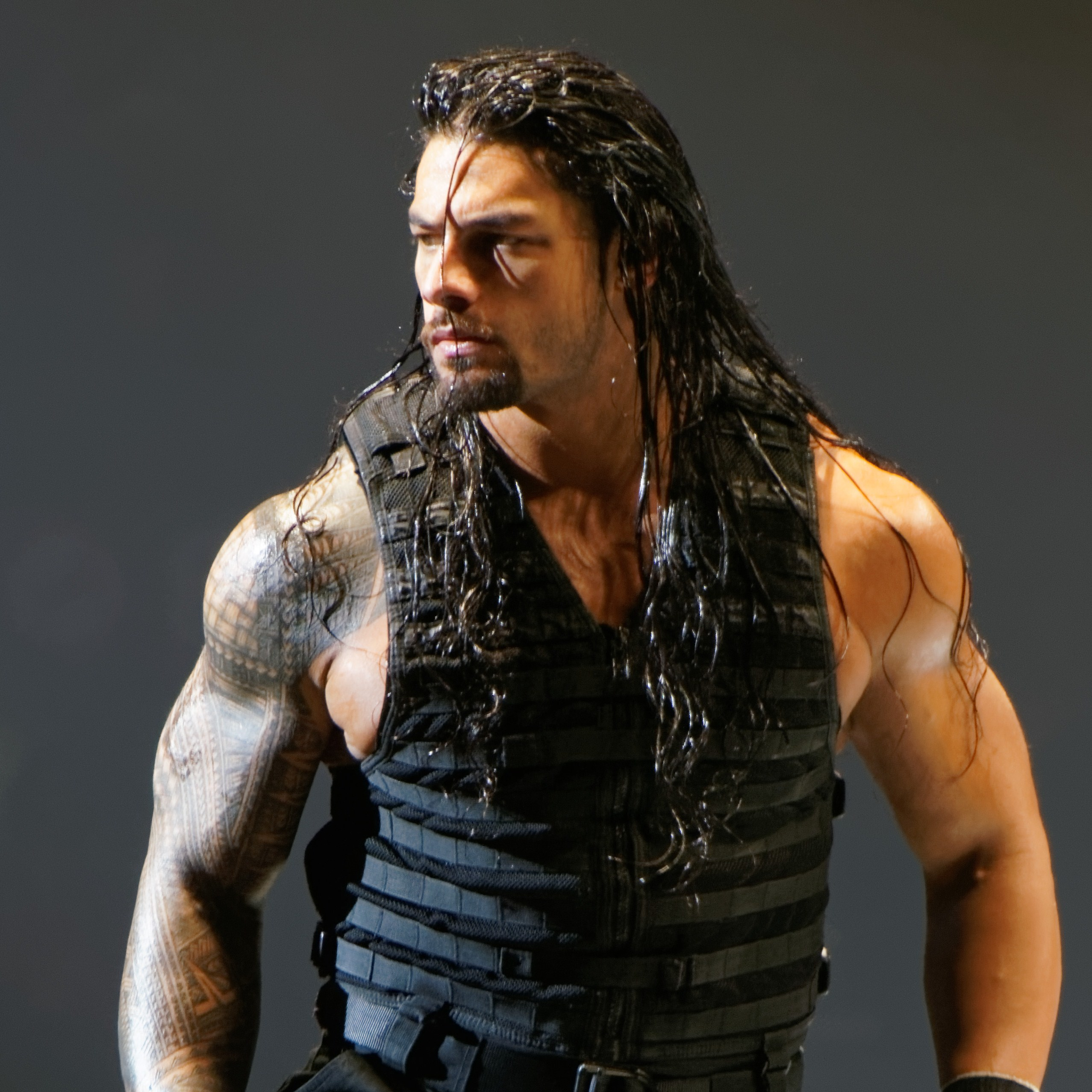
Роман Рейнс в ноябре 2013 года

В марте «Щит» вышел на ринг, чтобы напасть на Джерри Лоулера, но в сегмент вмешались Кейн и «Изгои нового века», в результате чего все трое встали лицом к лицу. Это привело к матчу между «Щитом» и Кейном и «Изгоями нового века» (Билли Ганн и Роуд Догг) на WrestleMania XXX, который «Щит» выиграл. Вражда с Кейном также побудила «Щит» начать противостояние с Трипл Эйчем, который реформировал «Эволюцию», чтобы противостоять им. Затем «Щит» победил «Эволюцию» на Extreme Rules в мае и Payback в июне. На Raw после Payback Роллинс предал «Щит» и присоединился к Трипл Эйчу и «Руководству». По не официальным слухам после распада группировки, WWE сделали ставку на Рейнса как на будущее главное лицо компании.

#### Противоречивый взлёт (2014—2015)

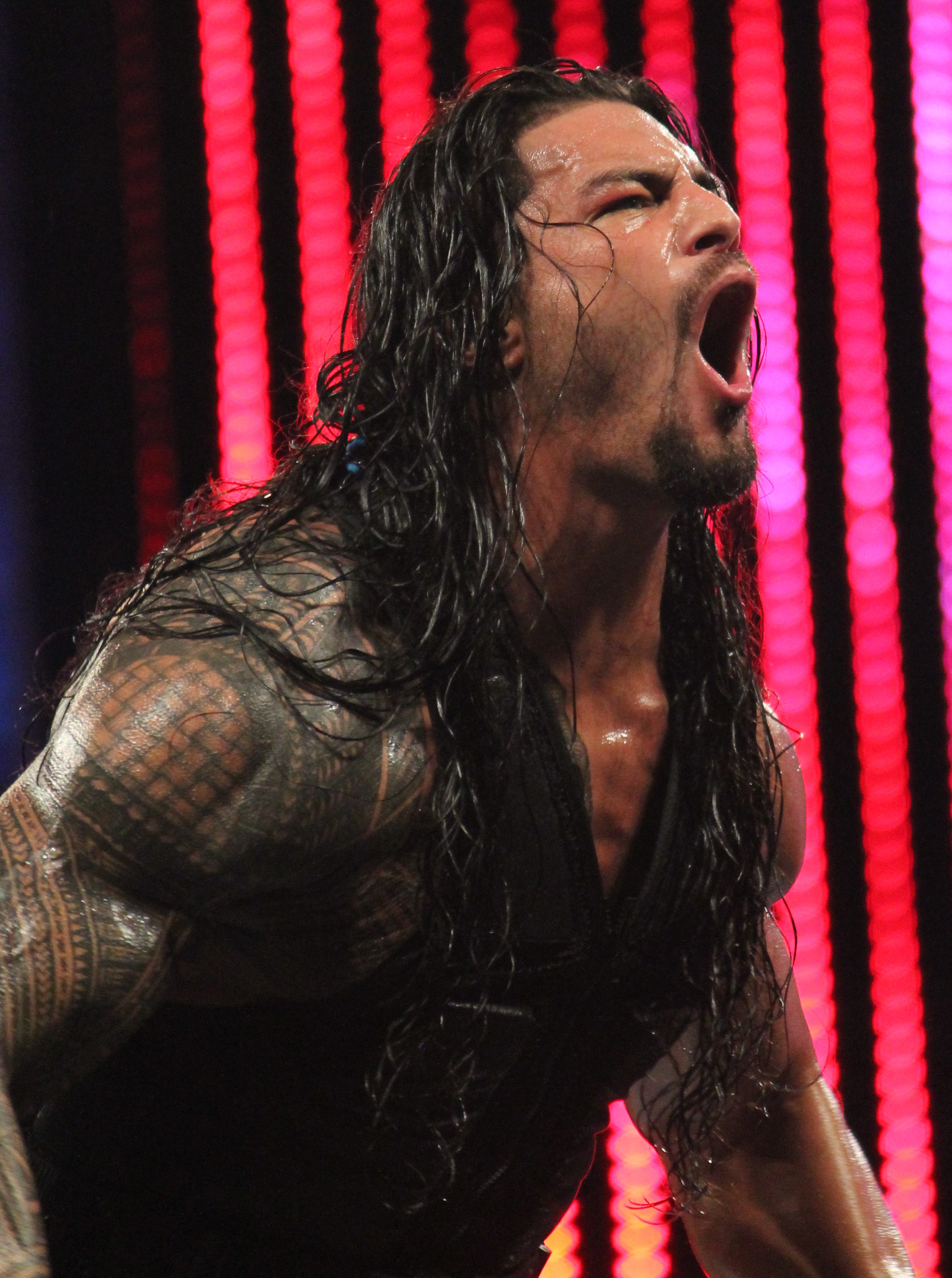
Рейнс в апреле 2014 года

После предательства Роллинса, Рейнс ненадолго продолжил работать в команде с Эмброузом, а затем начал одиночную карьеру и был быстро включён в борьбу за титул чемпиона мира. После победы в матче Battle Royal Рейнс был включён в матч c лестницами за вакантный титул чемпиона мира WWE в тяжелом весе на Money in the Bank; однако матч выиграл Джон Сина. Его второе подряд главное событие на PPV-шоу состоялось на Battleground в июле, где Рейнс снова боролся за титул, на этот раз в матче с участием Сины, Кейна и Рэнди Ортона, который снова выиграл Сина. После этого события Рейнс начал вражду с Ортоном, кульминацией которой стал матч на SummerSlam в августе, который Рейнс выиграл.
В следующем месяце был назначен одиночный матч между Рейнсом и Роллинсом на Night of Champions, но у Рейнса развилась грыжа, которая потребовала операции до начала шоу. В результате того, что Рейнс не смог участвовать в бою, Роллинз был объявлен победителем. Рейнс вернулся на шоу Raw 8 декабря, приняв награду «Слэмми» в номинации «Суперзвезда года». На TLC 14 декабря Рейнс вмешался в матч Роллинса с Джоном Синой, напав на Роллинса и Биг Шоу. Это положило начало вражде между Рейнсом и Биг Шоу, в которой Рейнс несколько раз побеждал по отсчёту и дисквалификации.
Затем Рейнс принял участие в матче «Королевская битва» 25 января 2015 года, который он выиграл, последним элиминировав Русева, что обеспечило Рейнсу поединок за звание чемпиона мира WWE в тяжелом весе на WrestleMania 31. После победы Рейнс подвергся негативу со стороны фанатов, которые считали его продвижение незаслуженным, несмотря на то, что изображал положительного персонажа. В эпизоде Raw от 2 февраля Рейнс потерпел своё первое одиночное поражение, когда Биг Шоу победил его после вмешательства Роллинса. Затем Рейнс успешно защитил своё право на матч за титул чемпиона на WrestleMania в матче против Дэниела Брайана на Fastlane 22 февраля. На WrestleMania 31 29 марта Сет Роллинс использовал свой контракт Money in the Bank во время главного матча Рейнса с Броком Леснаром, превратив его в матч тройной угрозы, который Рейнс проиграл, будучи удержанным Роллинсом.
В апреле Рейнс возобновил вражду с Биг Шоу, которая завершилась 26 апреля матчем «Последний стоящий на ногах» на Extreme Rules, который Рейнс выиграл. 17 мая на Payback Рейнсу не удалось отобрать титул чемпиона мира у Роллинса в матче, в котором также участвовали Ортон и Эмброуз. 14 июня на Money in the Bank Рейнс участвовал в своём первом матче Money in the Bank, который он не смог выиграть после того, как Брэй Уайатт вмешался и атаковал его. 17 июля на Battleground Уайатт победил Рейнса после того, как Люк Харпер вмешался и напал на Рейнса. Рейнс заручился помощью Эмброуза, чтобы сразиться с реформированной «Семьей Уайаттов». 23 августа на SummerSlam дуэт победил Уайатта и Харпера. На следующий вечер на Raw на Рейнса и Эмброуза напал новый союзник Уайатта, дебютировавший Брон Строумэн. 20 сентября на Night of Champions Рейнс и Эмброуз объединились с Крисом Джерико, но были побеждены Уайаттом, Харпером и Строумэном. Вражда между Рейнсом и Уайаттом закончилась на Hell in a Cell 25 октября, где Рейнс победил Уайатта в матче «Ад в клетке».

#### Чемпион мира WWE в тяжёлом весе (2015—2016)

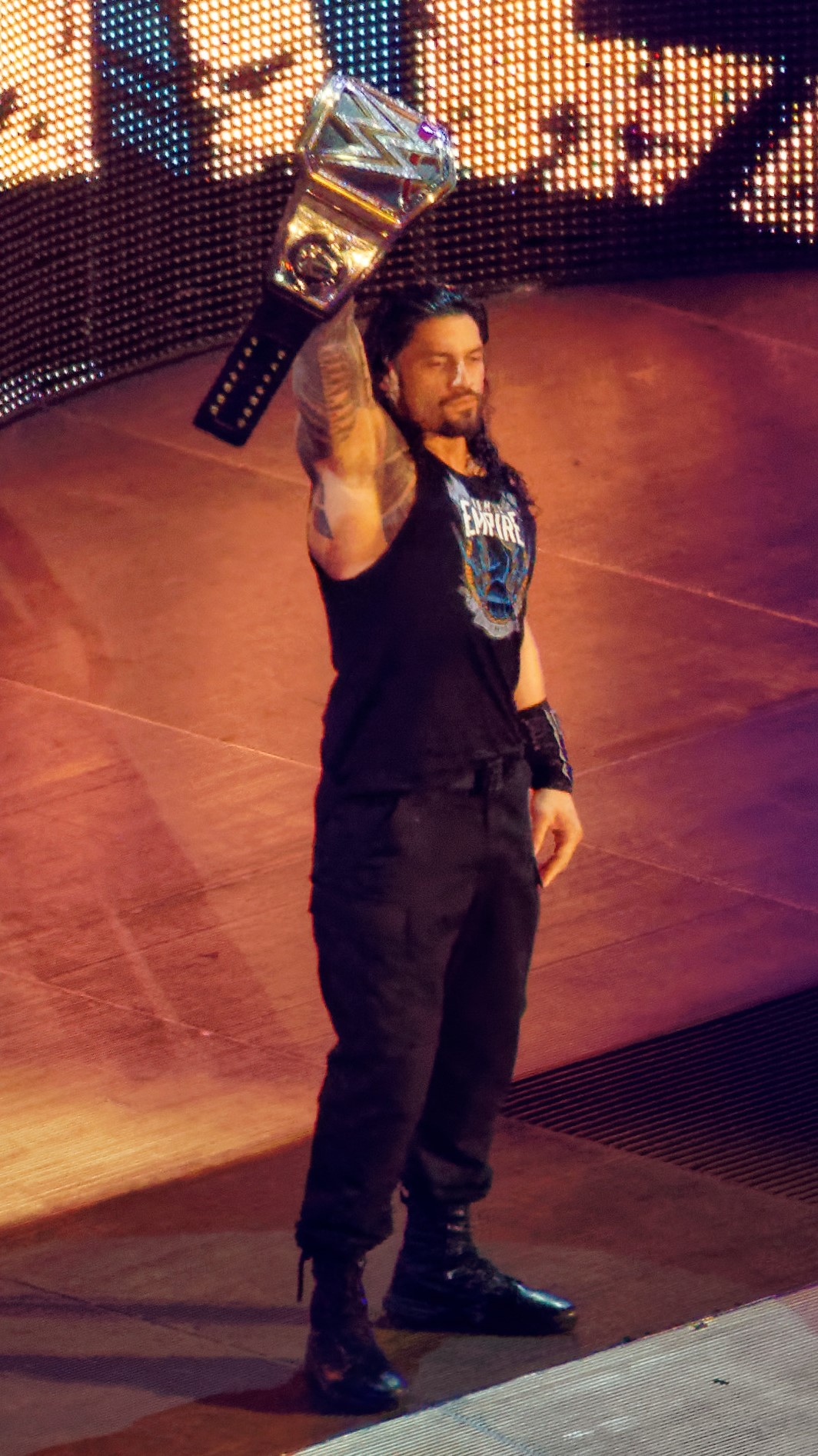
Рейнс в третий раз стал чемпионом мира WWE в тяжёлом весе в апреле 2016 года

На эпизоде Raw от 26 октября Рейнс победил Альберто Дель Рио, Дольфа Зигглера и Кевина Оуэнса и стал претендентом номер один на титул чемпиона мира WWE в тяжелом весе. Однако 4 ноября чемпион Сет Роллинс получил травму колена и на следующий день отказался от титула, в результате чего был назначен турнир для определения нового чемпиона. На Survivor Series 22 ноября Рейнс победил Биг Шоу в первом раунде, Сезаро в четвертьфинале, Альберто Дель Рио в полуфинале и Дина Эмброуза в финале и впервые завоевал титул чемпиона мира WWE в тяжелом весе. Сразу после этого Шеймус обналичил свой контракт Money in the Bank и победил Рейнса, тем самым завершив чемпионство Рейнса всего на 5 минут. 13 декабря Рейнс не смог вернуть титул у Шеймуса в матче на TLC: Tables, Ladders and Chairs после вмешательства «Лиги наций» (Альберто Дель Рио и Русева). После матча он в гневе напал на Трипл Эйча.
На следующий вечер на Raw Винс Макмэн предоставил Рейнсу матч-реванш против Шеймуса с условием, что если Рейнс проиграет, он будет вынужден закончить карьеру. Рейнсу удалось победить, преодолев помехи со стороны Макмэна, Дель Рио и Русева, и вернуть себе титул чемпиона мира WWE в тяжелом весе. Затем Макмэн заставил Рейнса защищать свой титул в матче «Королевская битва». В этом матче Рейнс был выброшен Трипл Эйчем, который в итоге выиграл матч. На Fastlane 22 февраля Рейнс победил Брока Леснара и Дина Эмброуза в матче «Тройная угроза», чтобы получить право на матч за звание чемпиона мира WWE в тяжёлом весе против Трипл Эйча на WrestleMania 32, где он победил его в главном событии и стал чемпионом мира WWE в тяжелом весе в третий раз. После WrestleMania Рейнс начал вражду с Эй Джей Стайлзом и успешно защитил чемпионский титул против него на Payback 1 мая, а затем снова на Extreme Rules в матче по экстремальным правилам в конце того же месяца. После последнего матча на Рейнса напал вернувшийся Сет Роллинз.
На Money in the Bank 19 июня Рейнс был побеждён Роллинсом, что стало его первым чистым поражением и завершило его чемпионство вв 77 дней. 21 июня Аноа’й был отстранён WWE на 30 дней за нарушение программы WWE Wellness Program, внутренней программы тестирования на наркотики WWE. Pro Wrestling Torch и TheWrap сообщили, что WWE знала о нарушении Аноа’й перед Money in the Bank, что привело к тому, что Рейнс по сценарию должен был потерять свой титул чемпиона мира на этом мероприятии.
19 июля на драфте WWE 2016 года Рейнс был отправлен на бренд Raw. Несмотря на отстранение Рейнса, WWE продолжала рекламировать его как участника главного события Battleground. На Battleground 24 июля Рейнс совершил своё возвращение, встретившись с Роллинсом и Дином Эмброузом в матче за титул чемпиона WWE, который выиграл Эмброуз. Следующим вечером на Raw Рейнс также не смог претендовать на недавно объявленный титул чемпиона Вселенной WWE против Роллинса на SummerSlam, так как он проиграл дебютировавшему Финну Балору в отборочном матче.

#### Чемпион Вселенной WWE и возрождение «Щита» (2016—2018)

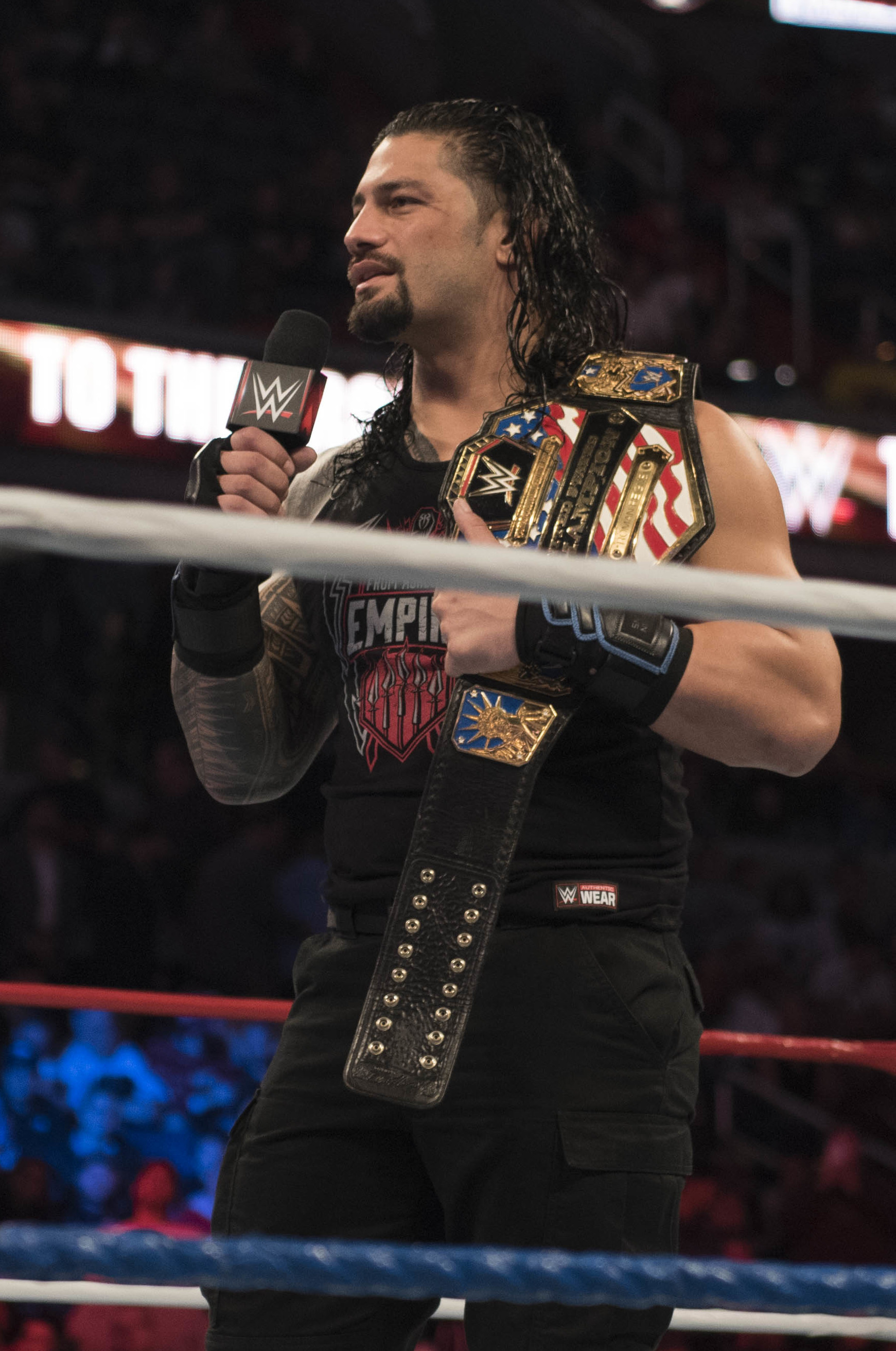
Роман Рейнс как чемпион США в декабре 2016 года

В августе 2016 года Рейнс начал противостояние с чемпионом Соединённых Штатов Русевым, спровоцировав титульный поединок между ними на SummerSlam 2016. На мероприятии 21 августа Рейнс и Русев перед началом матча начали драку, в результате чего матч был объявлен несостоявшимся. В матче-реванше на Clash of Champions 25 сентября Рейнс победил Русева и выиграл титул Соединённых Штатов. Позднее Рейнс сохранил титул против Русева. в матче «Ад в клетке» на Hell In a Cell 30 октября, положив конец их противостоянию. На Survivor Series 20 ноября Рейнс стал участником команды Raw, объединившись с Броуном Строуманом, Крисом Джерико, Кевином Оуэнсом и Сетом Роллинсом они проиграли команде SmackDown. На Roadblock: End of the Line 18 декабря Рейнс провёл поединок с Оуэнсом за чемпионство вселенной WWE, но проиграл из-за дисквалификации, когда Крис Джерико атаковал Оуэнса, помешав Рейнсу победить в матче. На эпизоде Raw от 9 января 2017 года Рейнс проиграл титул чемпиона Соединённых Штатов Крису Джерико, в гандикап-матче с участием Оуэнса, завершив свой титульный рейн длинною в 106 дней.
Матч-реванш без дисквалификации с Оуэнсом состоялся на Royal Rumble 2017 года. По условиям матча Крис Джерико был подвешен над рингом в «Акульей клетке», однако Рейнс проиграл после вмешательства Броуна Строумана. На том же шоу Рейнс вышел под номером 30 в матче королевской битвы, выбив Брэя Уайатта, Криса Джерико и Гробовщика, однако сам был выбит Рэнди Ортоном. На Fastlane 5 марта Рейнс победил Строумэна, нанеся Строумэну первое поражение в основном ростере с момента дебюта. Следующей ночью на Raw, Гробовщик атаковал Рейнса после того, как они оба объединили силы, чтобы напасть на Строумана. Это привело к матчу без правил между Рейнсом и Гробовщиком на Wrestlemania 33 2 апреля. Рейнс победил в своём третьем подряд главном событии Рестлмании. Следующим вечером на Raw Рейнс открыл шоу десятью минутами яростного освистывания и ненавистью зрителей, пытавшейся помешать ему говорить, тогда Рейнс заявил: «Теперь это мой двор» и покинул ринг. Затем Рейнс возобновил своё противостояние со Строуманом, после того, как Строуман атаковал Рейнса. 30 апреля между ними прошёл матч на Payback, который Рейнс проиграл. Вражда между ними была приостановлена после того, как Строуман повредил локоть и выбыл на некоторое время.
4 июня Рейнс провёл матч на Extreme Rules против Брэя Уайатта, Финна Балора, Самоа Джо и Сета Роллинса, победитель матча становился претендентом номер один на титул чемпиона вселенной WWE. В матче победил Самоа Джо после своего удушающего приёма на Балоре. На эпизоде Raw от 19 июня на Рейнса напал вернувшийся Строуман, который вызвал Рейнса на матч со скорой помощью на Great Balls of Fire 9 июля, который Рейнс проиграл. На SummerSlam 2017 Рейнс потерпел поражение в матче за титул чемпиона вселенной WWE против Брока Леснара, Броуна Строумэна и Самоа Джо. После этого Рейнс начал противостояние с Джоном Синой, которое привело к матчу на No Mercy 24 сентября, где Рейнс победил. На следующий вечер на Raw, Рейнс описал свою победу над Синой как самую крупную победу в своей карьере. В октябре, из-за взаимных проблем с Мизом, Мизтуражем (Бо Даллас и Кертис Аксель), Сезаро и Шеймусом; Роман Рейнс, Дин Эмброуз и Сет Роллинс решили возродить группировку «Щит». Рейнс должен был принять участие в матче с Роллинзом и Эмброузом на TLC: Tables, Ladders & Chairs 22 октября, но он был снят с матча из-за болезни. Его заменил Курт Энгл, и «Щит» выиграл матч против Миза, Кейна, Строумэна, Сезаро и Шеймуса.
Рейнс совершил своё возвращение на Raw от 13 ноября и бросил вызов команде The New Day (Биг И, Кофи Кингстон и Ксавье Вудс) на Survivor Series. На Survivor Series 19 ноября «Щит» одержал победу над командой The New Day. Следующей ночью на Raw Рейнс победил Миза в миатче за интерконтинентальный титул, таким образом, став двадцать восьмым обладателем Тройной короны и семнадцатым чемпионом Большого шлема, вторым членом группировки «Щит» после Эмброуза, став чемпионом Большого шлема. В дальнейшем Рейнс успешно защищал титул против Элиаса, Джейсона Джордана, Сезаро и Самоа Джо, прежде чем проиграл его обратно Мизу на 25-й годовщине Raw 22 января 2018 года, провладев титулом 63 дня.

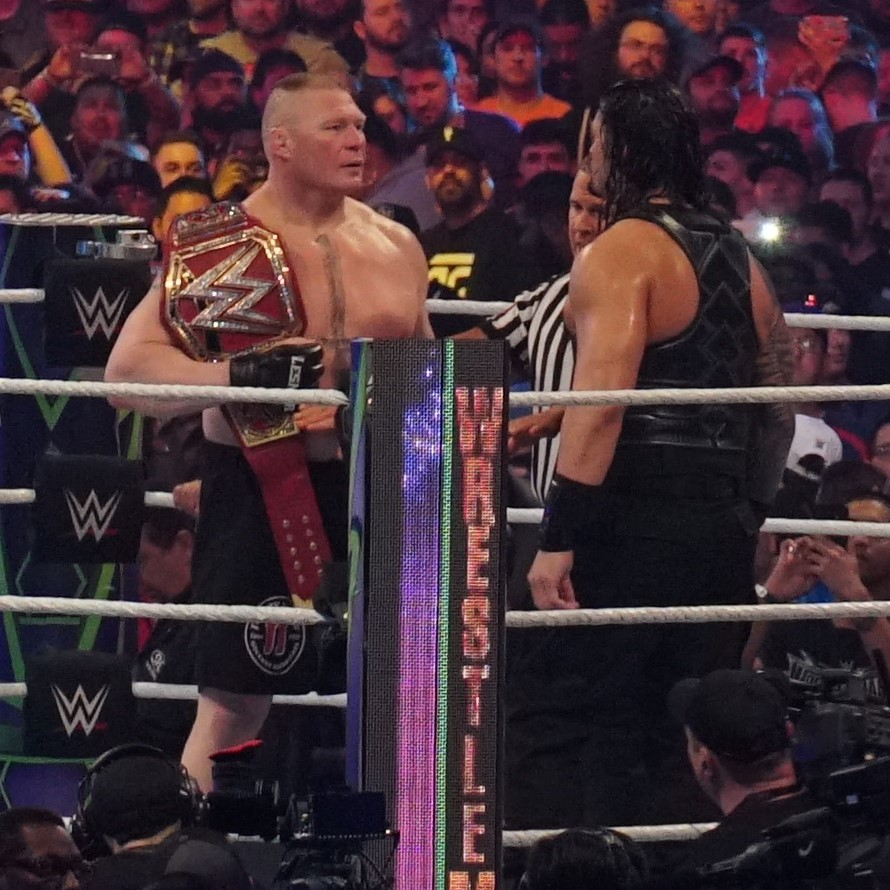
Роман Рейнс против Брока Леснара на Wrestlemania 34

Рейнс принял участие в королевской битве на Royal Rumble 2018 28 января выйдя под номером 28, однако был выкинут победителем королевской битвы 2018 года Синсукэ Накамурой. После победы над Брэем Уайаттом на эпизоде Raw от 5 февраля; Рейнс стал участником матча правилам Elimination Chamber. На мероприятии Elimination Chamber Рейнс победил Броуна Строумэна, Сета Роллинса, Финна Балора, Джона Сину, Элаиса и Миза, заработав право встретиться с Броком Леснаром в матче за титул чемпиона вселенной WWE на WrestleMania 34. На WrestleMania 34 8 апреля Рейнс потерпел поражение в матче против Леснара. 27 апреля состоялся матч-реванш за чемпионство на мероприятии The Greatest Royal Rumble, где Рейнс вновь проиграл, после того как проломал стальную клетку Леснаром, ввиду чего Леснар первым покинул клетку и победил в матче.
После победы над Самоа Джо на Backlash 6 мая и Джиндером Махалом на Money in the Bank 2018 года, Рейнс начал противостояние с Бобби Лэшли, ввиду того, что Лэшли и Рейнс считали себя законными претендентами на чемпионство Леснара. Это привело к матчу между ними на Extreme Rules 15 июля, в котором Лэшли одержал победу. Следующей ночью на Raw были назначены два матча по правилам тройной угрозы, для определения нового претендента на титул чемпиона вселенной WWE. Рейнс и Лэшли выиграли свои матчи. На следующей неделе прошёл матч между ними, в котором Рейнс одержал победу став претендентом номер один за титул. На SummerSlam 2018 года Рейнс победил Леснара и впервые в своей карьере выиграл титул чемпиона вселенной WWE. Позднее Рейнс продолжил свою вражду с Броуном Строуманом, который владел кейсом Money in The Bank. Строуман также объединился с Дольфом Зигглером и Дрю Макинтайром, бросив вызов «Щиту». Затем Рейнс встретился со Строуманом на Hell in a Cell 16 сентября в матче по правилам «Ад в клетке» со специальным рефери Миком Фолли, который закончился безрезультатно после того, как Брок Леснар совершил своё возвращение и атаковал бойцов. 6 октября на Super Show-Down «Щит» победили Строумана, Зигглера и Макинтайра в командном матче, позднее проиграв им же в матче-реванше на Raw.
Матч тройной угрозы между Рейнсом, Строуманом и Леснаром за титул чемпиона вселенной WWE был назначен на Crown Jewel. Однако 22 октября Рейнс отказался от титула и объявил о своём временном уходе, сообщив, что его лейкемия вернулась после 11 лет ремиссии. Рейнсу был впервые поставлен диагноз в мае 2007 года, когда он подписал контракт с «Миннесота Викингз» (NFL), и примерно через два года наступила ремиссия.

#### Возвращение после лейкемии (2019—2020)
25 февраля 2019 года Рейнс вернулся на Raw под поддержку зрителей, заявив, что его лейкемия снова в стадии ремиссии. Позднее, тем же вечером, Рейнс и Роллинс помогли Эмброузу отразить нападение Дрю Макинтайра, Бобби Лэшли, Элаиса и Барона Корбина. На следующей неделе на Raw Эмброуз помог Рейнсу и Роллинсу отразить ещё одну атаку этой четвёрки, после чего Рейнс, Роллинс и Эмброуз официально воссоединились в третий раз. «Щит» победили команду Макинтаера, Лэшли и Корбина на Fastlane 10 марта. На эпизоде Raw от 25 марта Рейнс принял вызов Макинтаера на поединок на WrestleMania 35. На WrestleMania 35 7 апреля, Рейнс победил Макинтаера. 21 апреля 2019 года состоялся последний матч группировки «Щит» на мероприятии «The Shield’s Final Chapter», где «Щит» победил Дрю Макинтайра, Бобби Лэшли и Барона Корбина. Вскоре Дин Эмброуз покинул компанию и группировка перестала существовать.
Во время драфта суперзвёзд WWE в 2019 году Рейнс был отправлен на бренд SmackDown. На эпизоде SmackDown от 16 апреля комментаторы WWE описали Рейнса как «величайшее приобретение SmackDown за всю историю», а также будущее SmackDown и WWE. Во время этого эпизода Рейнс напал на Элаиса и Винса Макмэна. На следующей неделе Элаис вызвал Рейнса на поединок на Money in the Bank 19 мая, где Рейнс победил. В эпизоде Raw от 20 мая Рейнс, который появился по правилу «wild card», прервал Шейн Макмэн, которого все ещё беспокоило предыдущее нападение Рейнса на его отца. Затем Рейнс вызвал Шейна на поединок на Super ShowDown, который последний принял. На Super ShowDown 7 июня Рейнс проиграл Макмэну после вмешательства Макинтаера. Рейнс победил Макинтаера на Stomping Grounds 23 июня, несмотря на вмешательство Шейна Макмэна. Следующей ночью на Raw, Рейнс получил помощь от Гробовщика во время нападения нападения Шейна Макмэна и Макинтаера. Рейнс и Гробовщик победили Шейна Макмэна и Макинтаера в командном матче без правил на Extreme Rules 14 июля.
На эпизоде SmackDown от 30 июля неизвестный скинул осветительное оборудование на Рейнса. На следующей неделе неизвестный вновь напал на Рейнса сбив его на машине, после нападения неизвестный поспешил скрыться. Исключив Самоа Джо и Бадди Мёрфи в качестве подозреваемых, Рейнс начал подозревать Дэниела Брайана и Эрика Роуэна. Позднее Рейнс нашёл кадры, на которых видно, как Роуэн толкает оборудование на него. Затем Роуэн признал, что это был он, и признал, что он также был ответственен за наезд на него. Это привело к поединку без дисквалификации между Рейнсом и Роуэном на Clash of Champions 15 сентября, который Роуэн выиграл после вмешательства вернувшегося Люка Харпера. Познее Рейнс победил Роуэна в матче «с лесорубами» на 20-й годовщине SmackDown и впоследствии объединился с Брайаном, чтобы победить Роуэна и Харпера на Hell in a Cell 6 октября в командном матче, положив конец вражде. На Crown Jewel 31 октября Рейнс стал частью команды Хогана (вместе с Русевым, Рикошетом, Чед Гейблом и Мустафа Али), победив команду Флэра (Рэнди Ортон, Король Корбин, Бобби Лэшли, Синсукэ Накамура и Дрю Макинтаер).
В ноябре Рейнс начал противостояние с Королём Корбином и его союзниками Дольфом Зигглером и Робертом Рудом. 24 ноября Рейнс был назначен капитаном команды SmackDown на Survivor Series, где они победили команду Raw и команду NXT в поединке пять на пять. Во время поединка в команде Raw Корбин помог устранить своего напарника Мустафу Али. В ответ на это Рейнс провёл гарпун Корбину и выбил его из поединка. 15 декабря на TLC прошёл матч со столами, лестницами и стульями между Рейнсом и Корбином, который Рейнс проиграл после вмешательства Зигглера и Возрождения (Дэш Уайлдер и Скотт Доусон). На Royal Rumble 26 января 2020 года Рейнс победил Корбина в матче по правилам удержание где угодно, получив помощь от Усо. Тем же вечером он принял участие в королевской битве, где дошёл до финала, но был выбит победителем Дрю Макинтаером. На Super ShowDown 27 февраля Reigns победил Корбина в поединке в стальной клетке, положив конец их вражде.
Следующей ночью на SmackDown Рейнс бросил вызов Голдбергу на матч за титул чемпиона Вселенной WWE, их матч был назначен на WrestleMania 36. Однако 3 апреля было объявлено, что Броун Строумэн заменит Рейнса, поскольку Рейнс снялся с мероприятия из-за опасений, связанных с пандемией COVID-19 и его ослабленным иммунитетом из-за лейкемии. После WrestleMania 36 Рейнс продолжал отсутствовать в программах WWE и в разгар пандемии, рассказывал Hindustan Times: «Что касается меня, я просто должен был сделать выбор для своей семьи. Компания (WWE) сделала все, что в её силах, чтобы создать максимально безопасную рабочую среду. Меня не беспокоило рабочее место. Решение было принято главным образом потому, что каждый исполнитель так много путешествует, а мы все такая разнообразная группа и приехали отовсюду. Я не уверен, и я не могу доверять тому факту, что все воспринимают меры предосторожности так же серьёзно и запираются дома, как и я. Я доверяю свою жизнь своим коллегам каждый раз, когда выхожу на ринг, но я просто не могу доверять так же, когда в этом замешаны мои дети, моя жена и моя семья».

#### Вождь племени (2020—2024)
Рейнс вернулся на SummerSlam 23 августа, напав на нового чемпиона Вселенной WWE «Изверга» Брэя Уайатта и Брона Строумэна после их матча за титул. На следующем SmackDown Рейнс объединился со своим новым менеджером Полом Хейманом, став хилом впервые с 2014 года. На Payback Рейнс победил чемпиона «Изверга» Брэя Уайатта и Строумэна, во второй раз выиграв титул чемпиона Вселенной WWE.

Затем Рейнс начал соперничать со своим двоюродным братом Джеем Усо. В своей первой защите чемпионского титула на Clash of Champions Рейнс сохранил титул против Джея Усо техническим нокаутом, после того как Рейнс жестоко избил Джея, а Джимми Усо бросил полотенце. После этого Рейнс предоставил Джею матч-реванш на шоу Hell in a Cell, и этот матч был позже подтверждён как матч «Ад в клетке» с дополнительным условием «I Quit». На Hell in a Cell 25 октября Рейнс заставил Джея сдаться, напав на раненого Джимми, и таким образом сохранил свой титул. Из-за поражения Джей получил приказ следовать командам Рейнса и обращаться к нему как к «Вождю племени».

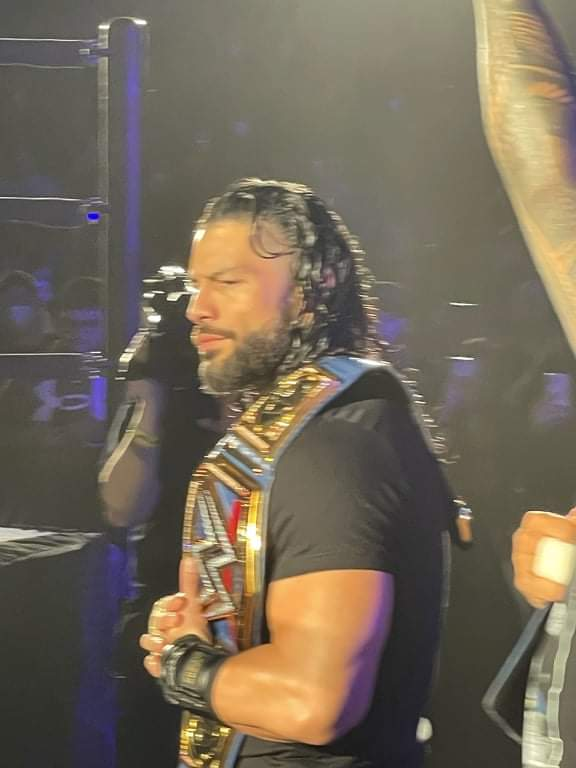
После возвращения в августе 2020 года Рейнс стал обладателем титула чемпиона Вселенной WWE, став самым продолжительным обладателем титула в истории титула

На Survivor Series 22 ноября Рейнс победил чемпиона WWE Дрю Макинтайра в матче «Чемпион против чемпиона», после чего начал вражду с Кевином Оуэнсом, после того как Рейнс посчитал, что Оуэнс неуважительно относится к его семье. Рейнс успешно защитил титул против Оуэнса в матче TLC на TLC: Tables, Ladders & Chairs 20 декабря и в матче «Последний живой» на Royal Rumble 31 января 2021 года, соответственно. Затем Рейнс сохранил свой титул против Дэниела Брайана на шоу Elimination Chamber и Fastlane. В это время Рейнс также враждовал с Эджем, который выиграл матч «Королевская битва». 11 апреля, в главном событии второй ночи WrestleMania 37 Рейнс победил Брайана и Эджа в матче «Тройная угроза», чтобы сохранить титул чемпиона Вселенной WWE после помощи Джея Усо. В эпизоде SmackDown от 30 апреля Рейнс победил Брайана в матче «Титул против карьеры», в результате чего Брайан был вынужден покинуть SmackDown.
16 января 2022 года Рейнс превзошёл 503-дневное чемпионство Брока Леснара и стал самым продолжительным действующим чемпионом Вселенной WWE, а также шестым по продолжительности чемпионом мира в истории компании.
В эпизоде SmackDown от 4 февраля Голдберг совершил свое возвращение, чтобы сразиться с Рейнсом в матче на Elimination Chamber за титул чемпиона вселенной. Их матч изначально планировался на WrestleMania 36 но был отменен из-за того, что Рейнс ушел на карантин. На Elimination Chamber 2022 19 февраля Рейнс победил Голдберга техническим нокаутом и сохранил титул. Во второй вечер WrestleMania 38, 3 апреля, Рейнс победил Брока Леснара в матче «победитель забирает все» и выиграл титул чемпиона WWE в четвёртый раз, а также стал первым, кто стал чемпионом WWE, так и чемпионом вселенной WWE, став бесспорным чемпионом WWE. На WrestleMania Backlash 8 мая Рейнс и Усо победили RK-Bro (Рэнди Ортон и Риддл) и Макинтайра в командном матче из шести человек.
На SummerSlam (2022) Рейнс провёл очередную защиту титула от Брока Леснара по правилам «Последний стоящий на ногах». Леснар, пользуясь отсутствием дисквалификаций, использовал в матче трактор с большим подъёмным ковшом, в частности, Брок задрал им угол ринга на большую высоту. Рейнс также отбил попытку Тиори реализовать кейс Money in the bank, и в итоге победил после того, как он и братья Усо завалили противника различным оборудованием у ринга.
В сентябре 2022 года Рейнс стал гостем подкаста блогера Логана Пола «Impaulsive», где участники обменялись критическими высказываниями лицом к лицу. 16 сентября Логан Пол появился на шоу WWE Smackdown, где пригласил Романа Рейнса на пресс-конференцию в Лас-Вегас на следующий день, а также высказал уверенность в том, что Рейнс — доминирующий чемпион, но один удачный удар может принести победу Полу. На пресс-конференции был утверждён матч между Полом и Рейнсом. В последующем Рейнс потребовал от своих подопечных, чтоб они не трогали Логана Пола, чтобы не использовать преимущество в количестве, однако на Smackdown 21 октября Джей Усо напал на Пола в концовке шоу. В результате Пол смог ответить мощным ударом, вырубив Усо. Это третий матч Пола в WWE после командного матча на WrestleMania 38 и матча один на один против Миза на Summerslam 2022. Готовиться к матчу Полу помогали тренеры WWE Дрю Гулак и Шейн Хелмс, а также старший вице-президент WWE по развитию кадров Шон Майклсз. Для подготовки Полу в Пуэрто-Рико, где тот проживал и тренировался, выслали ринг WWE. За день до шоу на пресс-конференции, посвящённой Crown Jewel, объявили, что Логана Пола в день матча поддержит его брат Джейк Пол. В матче доминировал Рейнс, однако Логан Пол успешно отвечал за счёт природных данных, силы и ловкости. Когда Рейнсу на помощь вышли братья Усо, их попытались нейтрализовать друзья Пола, сидевшие в первом ряду, однако они их избили братья Усо. В результате помочь брату вышел Джейк Пол, который поочерёдно вырубил Джимми и Джея Усо боксёрскими ударами. Его вышел нейтрализовывать Соло Сикоа. Возникла серьёзная неразбериха, Логан Пол воспользовался ей, чтобы провести прыжок с ринга за его пределы на всех оппонентов. Ярким моментом матча стала атака Пола с канатов на стол комментаторов, где уже находился Рейнс. Эту атаку Пол провёл в прямом эфире в инстаграме, и ролик быстро собрал более 40 миллионов просмотров. Когда Пол вернулся на ринг, Рейнс быстро поймал его на Супермен-панч и удержал. По ходу матча Логан Пол получил тяжёлую травму колена, однако смог завершить матч.

The Bloodline на Royal Rumble (2023)

Три недели спустя, 26 ноября, на WarGames Survivor Series, Рейнс вместе с The Bloodline победил Дрю Макинтайра, Кевина Оуэнса и The Brawling Brutes (Шеймус, Риджа Холланда и Бутча) в матче WarGames. 18 января 2023 года его чемпионский рейн достиг 871 дня, побив рекорд Гюнтера (чемпионство NXT Великобритании — 870 дней), что сделало Рейнса самым долгим чемпионом WWE с 1988 года. На Royal Rumble 28 января 2023 года Рейнс успешно защитил титулы против Кевина Оуэнса в четвёртый раз. После матча Рейнс предоставил право избить Оуэнса его прошлому другу Сэми Зейну. Однако Зейн ударил стулом самого Рейнса, за что позже был избит участниками The Bloodline (Джей Усо не принимал участие в избиении). Позднее Дейв Мельтцер оценил сюжет с The Bloodline на 5 звезд. Кроме того, стало известно, что Рейнс встретится с победителем мужской королевской битвы 2023 года Коди Роудсом на WrestleMania 39.

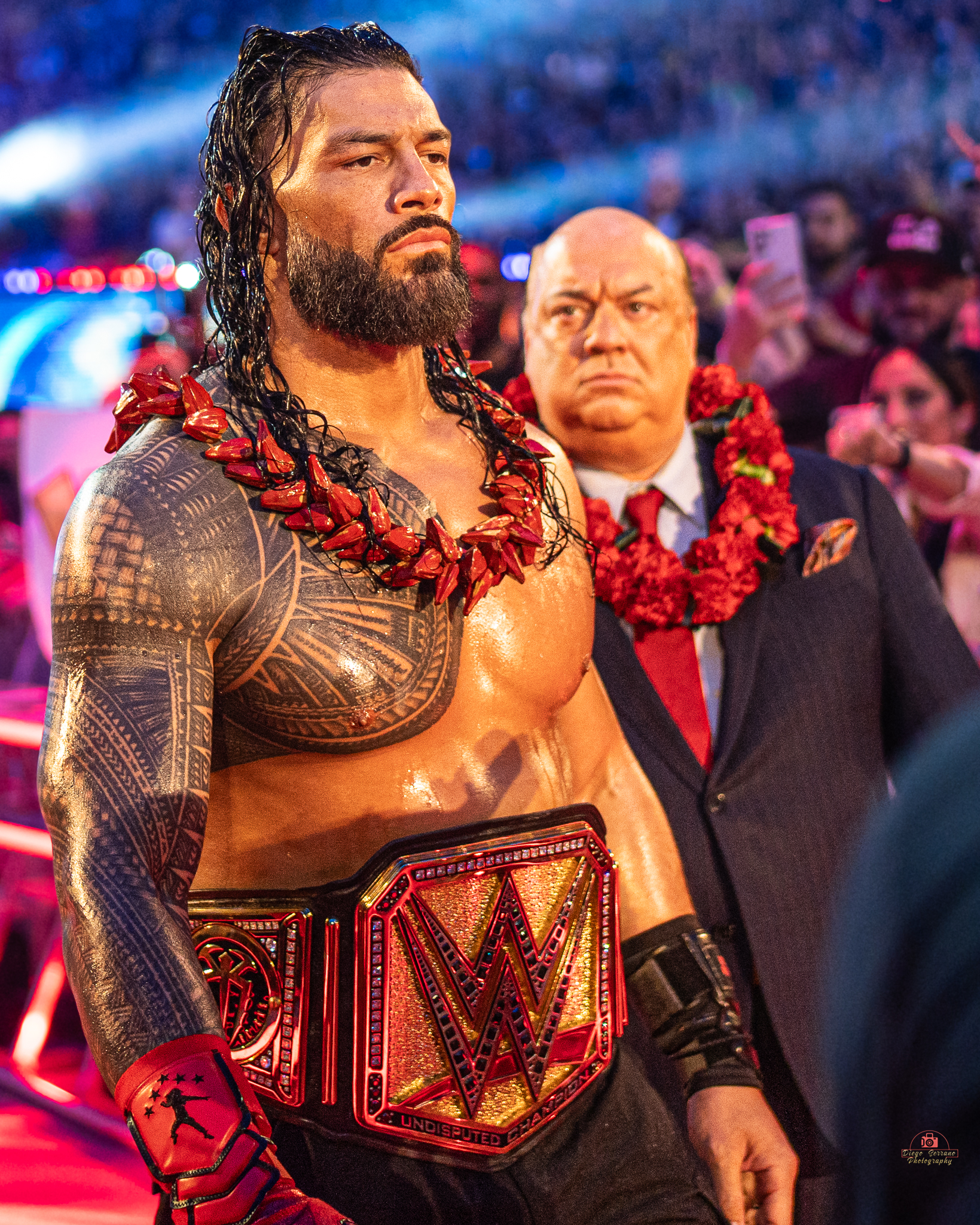
Роман Рейнс как неоспоримый чемпион WWE и Пол Хейман на Royal Rumble 2024

На Elimination Chamber 18 февраля Рейнс успешно защитил титулы в матче против Сэми Зейна. Во второй день Wrestlemania 39 Рейнс вышел на свой седьмой главный матч на Рестлмании под аккомпанемент симфонии фортепиано. Во время матча братья Усо попытались вмешаться, однако Роудсу помогли Зейн и Оуэнс. Рейнс успешно защитил титулы против Роудса после вмешательства Соло Сикоа. Это был первый случай, когда какой-либо чемпион защищал один и тот же титул три рестлмании подряд. На Night of Champions 27 мая Рейнс и Сикоа безуспешно бросили вызов Кевину Оуэнсу и Сэми Зейну за титулы бесспорных командных чемпионов WWE. Во время матча Усо вмешались и случайно атаковали Сикоа, пытаясь попасть в Зейна. Последующая последовательность событий привела к тому, что Джимми Усо атаковал Рейнса, и Усо официально покинули Bloodline.Также именно в этот день Рейнс достиг отметки в 1000 дней в качестве чемпиона вселенной WWE и чемпиона WWE, став первым, кто достиг такой отметки за тридцать пять лет. 24 июня Рейнс достиг отметки в 1028 дней в качестве универсального чемпиона, обогнав Педро Моралеса, который владел титулом чемпиона WWE 1027 дней. На Money in the Bank 1 июля, Рейнс и Сикоа провели матч против Усо в командном матче гражданской войны, где Джей удержал Рейнса, что стало первым поражением Рейнса с декабря 2019 года. На SummerSlam вернулся Джимми Усо, который был травмирован Рейнсом несколько недель назад, чтобы атаковать Джея Усо и позволить Рейнсу победить, остаться чемпионом, а также «вождем племени». На Crown Jewel 4 ноября Рейнс успешно защитил титулы против Эл Эй Найта. На Royal Rumble 2024 Роман Рейнс защитил титул неоспоримого чемпиона WWE в матче против Ренди Ортона, Эй Джей Стайлза и Эл Эй Найта. Победителем мужской королевской битвы 2024 года второй год подряд стал Коди Роудс, который, сразу после свое победы, указал на Рейнса, который наблюдал за матчем в VIP ложе. 3 февраля на SmackDown Коди Роудс заявил, что он закончит свою историю с Рейнсом, но не на Реслмании, в этот же момент свое возвращение совершил «народный чемпион» Рок, который встретился лицом к лицу с Рейнсом. Потенциальный матч Рока против Романа Рейнса на Wrestlemania XL был крайне негативно встречен фанатами, в связи с чем WWE пришлось изменить изначальные планы. 9 февраля на пресс-конференции WrestleMania XL Роман Рейнс, Рок, Коди Роудс и Сет Роллинс встретились лицом к лицу и обменялись острыми высказываниями в адрес друг друга. Во время пресс-конференции Коди Роудс высказался по поводу семьи Романа Рейнса, на что Рок ответил, что задевая семью Рейнса он задевает семью Рока и дал пощечину Коди. Также на пресс-концеренции Коди сделал выбор в пользу матча против Рейнса на Wrestlemania XL за неоспоримое чемпионство WWE, позднее Трипл Эйч официально анонсировал поединок. В первый день WrestleMania XL Роман Рейнс в команде с Роком победил Коди Роудса и Сета Роллинса в главном матче. Во второй день WrestleMania XL Роман Рейнс проиграл титул неоспоримого чемпиона WWE Коди Роудсу. В матче также приняли участие легендарные рестлеры такие как Рок, Джон Сина и Гробовщик, последние двое помогли отбить атаку Соло Сикоа и Рока. Роман Рейнс продержал титул чемпиона вселенной WWE 1315 дней (выигран на Payback 30 августа 2020 года в матче против Брэя Уайатта и Брона Строумена) и титул чемпиона WWE 735 дней (выигран в матче против Брока Леснара на WrestleMania 38).

### Возвращение и «Настоящий Вождь Племени» (2024)
После потери титулов Рейнс на некоторое время ушел на отдых, и Соло Сикоа стал фактическим лидером Bloodline. Джимми Усо был выгнан из группировки, а Тама Тонга и Танга Лоа, были включены в состав Bloodline. Тама дебютировал в WWE на SmackDown 12 апреля, в то время как Танга дебютировал на Backlash France, а его двоюродный брат Джейкоб Фату дебютировал в эпизоде SmackDown 21 июня, также присоединившись к Bloodline. В эпизоде SmackDown от 26 апреля Пол Хейман сообщил фанатам, что Рейнc добровольно отказался от участия в драфте WWE 2024 года. После нескольких недель и изгнания Хеймана из группировки, Сикоа отстранил Рейнса от руководства Bloodline.
На Summerslam 2024 Роман Рейнс впервые после Wrestlemania XL совершил своё возвращение в образе OTC — Original Tribal Chief (Настоящий Вождь Племени) для противостояния с новым Bloodline под руководством Соло Сикоа, арена встретила Рейнса как фейса, в конце шоу произошла конфронтация взглядами с Неоспоримым чемпионом, Коди Роудсом. В эпизоде SmackDown от 13 сентября Рейнс и Роудс согласились объединиться против нового Bloodline Соло Сикоа. На шоу Bad Blood Рейнс и Роудс одержали победу над Соло Сикоа и Джейкобом Фату после вмешательства вернувшегося Джимми Усо. В эпизоде SmackDown от 25 октября Рейнс вместе с воссоединившимися Усо на Crown Jewel проиграл поединок против Сикоа, Тама Тонги и Джойкоба Фату. На Survivor Series: WarGames 30 ноября Рейнс, Усо, Сэми Зейн и Cи Эм Панк победили обновленный Bloodline и Бронсона Рида в матче WarGames, Рейнс удержал Сикоа для победы. В эпизоде SmackDown от 13 декабря Рейнс бросил вызов Сикоа за право Вождя племени в первом шоу WWE Raw на Netflix. На Raw Рейнс победил Сикоа и вернул себе звание Вождя племени, а Рок поздравил Рейнса после поединка. На Королевской битве 1 февраля Рейнс вступил в свой первый матч Королевской битвы с 2020 года в качестве участника под № 16, сделав четыре элиминирования. Когда Рейнс и Роллинс попытались устранить друг друга, оба были устранены из матча Си Эм Панком, сразу после этого Логан Пол элиминировал Панка. После матча разгневанный Роллинс провел Рейнсу несколько Curb Stomps. Рейнс вернулся 11 марта на Raw во время матча Роллинса против Панка, избив после поединка обоих.
В эпизоде SmackDown от 21 марта между Рейнсом, Роллинсом и Панком завязалась драка, что привело к матчу тройной угрозы между тремя рестлерами, который был официально объявлен главным событием первой ночи WrestleMania 41. В эпизоде SmackDown от 4 апреля Панк сообщил, что Пол Хейман не будет в углу Рейнса на WrestleMania 41, а вместо этого Хейман будет в углу Панка, в качестве одолжения, которое Панк попросил за свое объединение с Рейнсом на Survivor Series. На WrestleMania 41 Роллинс победил Рейнса и Панка после предательства Пола Хеймана.

## Личная жизнь
В декабре 2014 года Лити Аноа’й женился на своей давней подруге Галине Джоэль Беккер. У него есть дочь ДжоДжо (род. в 2008 году), с которой он появился в социальной рекламе от WWE в июне 2014 года. Также у него есть близнецы (мальчики) рождённые в 2016 году. В 2020 году на свет появились ещё одни близнецы.
Аноа’й академик в области менеджмента, обучившись в Технологическом институте Джорджии.
В 22 года у Лити была обнаружена лейкимия, но он поборол болезнь. В 2018 году случился рецидив, и рестлер был вынужден приостановить свою карьеру на ринге до февраля 2019 года.
30 декабря 2015 года на домашнем шоу WWE Аноа’й сломал нос во время матча против Шеймуса. Через два месяца после травмы ему сделали операцию по восстановлению носа, в результате чего его нос изменился.

## Появление в медиа
Аноаи впервые появился в видеоигре в 2004 году NCAA Football 2005. Позже он появился в роли Романа Рейнса в WWE 2K14, WWE 2K15, WWE 2K16, WWE 2K17, WWE 2K18, WWE 2K19 и WWE 2K20 (в которой он был звездой обложки) и WWE 2K Battlegrounds.
Он также регулярно появляется на YouTube-канале UpUpDownDown своего товарища по рестлингу WWE Ксавье Вудса под ником «The Merchandise».
31 декабря 2019 года Рейнс появился на новогоднем выпуске программы Fox «Новогодняя ночь со Стивом Харви»,, где он победил Дольфа Зигглера в предварительно записанном матче.

### Фильмография
| Год  | Название                         | Роль                | Примечание |
| ---- | -------------------------------- | ------------------- | ---------- |
| 2016 | Обратный отсчёт                  | В роли себя         |            |
| 2017 | Джетсоны и WWE: Робо-рестлмания! | В роли себя (голос) |            |
| 2019 | Форсаж: Хоббс и Шоу              | Матео Хоббс         | [ 217 ]    |
| 2020 | Не та девушка                    | Мужчина в ресторане |            |
| 2021 | Лига монстров                    | Рамарилла Джексон   |            |

| Год  | Название                               | Роль          | Примечание                                                               |
| ---- | -------------------------------------- | ------------- | ------------------------------------------------------------------------ |
| 2013 | Total Divas                            | В роли себя   | 1-й эпизод                                                               |
| 2015 | WWE 24                                 | В роли себя   | Документальный фильм о Романе, его семье и его участии в WrestleMania 31 |
| 2016 | Unfiltered                             | В роли себя   | Интервью с Рене Янг                                                      |
| 2016 | WWE 24                                 | В роли себя   | Документальный фильм о WrestleMania 32                                   |
| 2019 | Под одной крышей (телесериал)          | Родни         | Эпизод: «Прощание с Артуром?»                                            |
| 2019 | Fox’s New Year’s Eve with Steve Harvey | В роли себя   |                                                                          |
| 2020 | Елена — принцесса Авалора              | Кизин (Голос) | Эпизод: «Гигантские ступени»                                             |

## В рестлинге

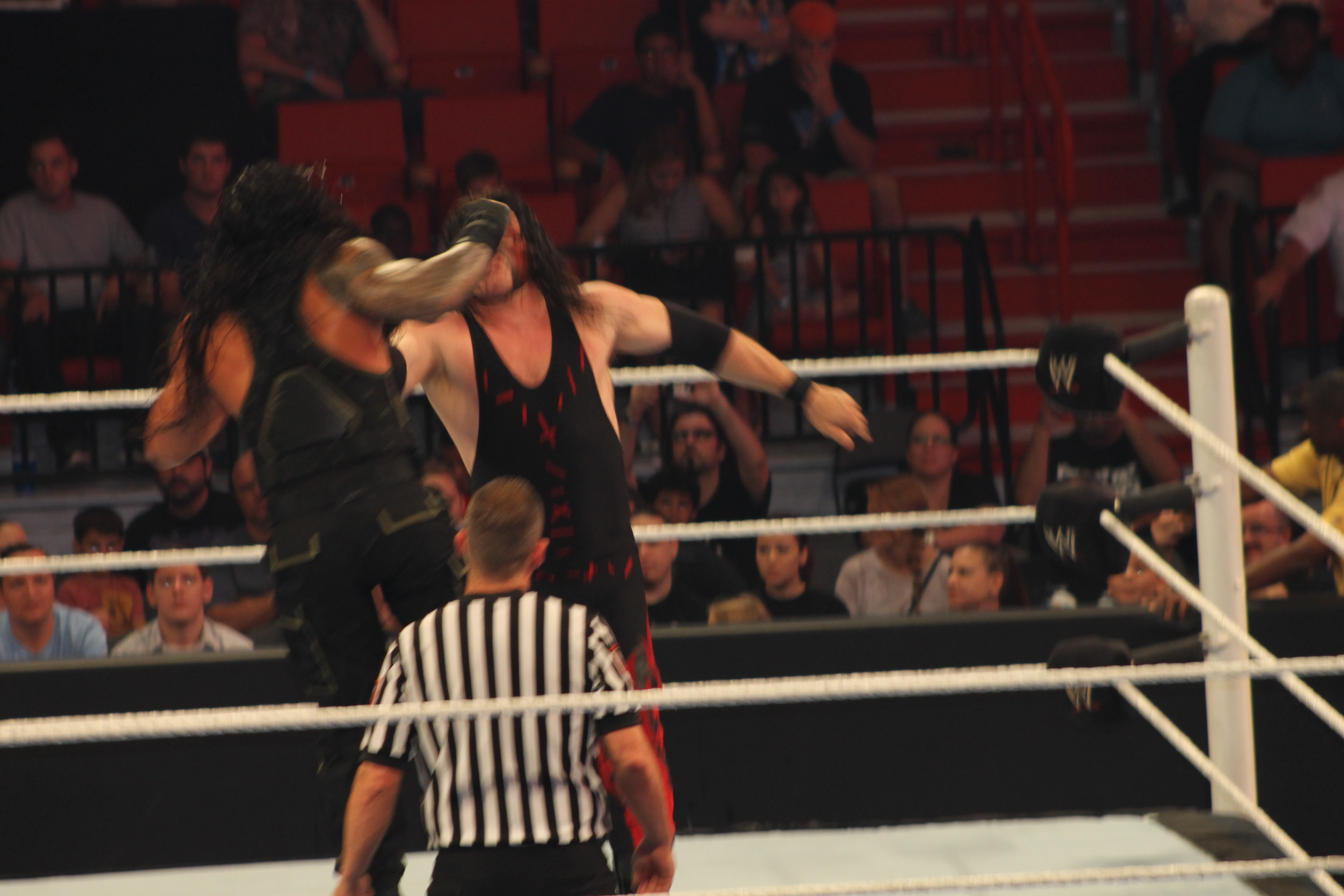
Рейнс выполняет Superman Punch на Кейне.

- Завершающие приёмы
  - Как Роман Лиаки
    - Checkmate (Spinning bulldog)[218][219][220]

  - Как Роман Рейнс
    - Moment of Silence (FCW)[221] (Belly to back side slam) (NXT)[222][223][224][225] — используется как коронный приём в WWE
    - Spear[226][227][228]
- Коронные приёмы
  - Drive By[224][226][227][229]
  - Jumping Lariat[226]
  - Post-A-Power: Corner Trapped Shoulders[230][231][232]
  - School-Boy Powerbomb[233][234]
  - Samoan Drop[226]
  - Sitout Crucifix Powerbomb[235][236][237][238]
  - Superman punch[224][226][239][240]
  - Tilt-A-Whirl Sideslam[241][242][243][244]
  - Big Boot[245]
  - Over The Tope Rope — Suicide Dive[246]
  - Tear Drop Suplex[247][248]
  - Sitout Powerbomb[249][250][251]
  - Suplex[252][253]
  - Spin-Out Powerbomb[254][255]
- Прозвища
  - «The Big Dog»[256]
  - «Head of the Table»
  - «The Tribal Chief»
  - «First Class»[257]
  - «The Guy»[258]
  - «The Juggernaut»[259][260]
  - «The Muscle/Enforcer»[261][262]
  - «The Powerhouse»[263]
  - «The Thoroughbred»[264]
- Музыкальные темы
  - «Special Op» от Джима Джонстона[265] (WWE; 16 декабря 2012 — 2 июня 2014; 9 октября 2017 — 21 апреля 2019)
  - «The Truth Reigns» от Джима Джонстона[266] (WWE; 16 июня 2014 — 23 апреля 2021)
  - «Head Of The Table» от def rebel (WWE; 30 апреля 2021 — настоящее время)

## Титулы и достижения
- CBS Sports
  - Вражда года (2020) с Джеем Усо
- ESPYS

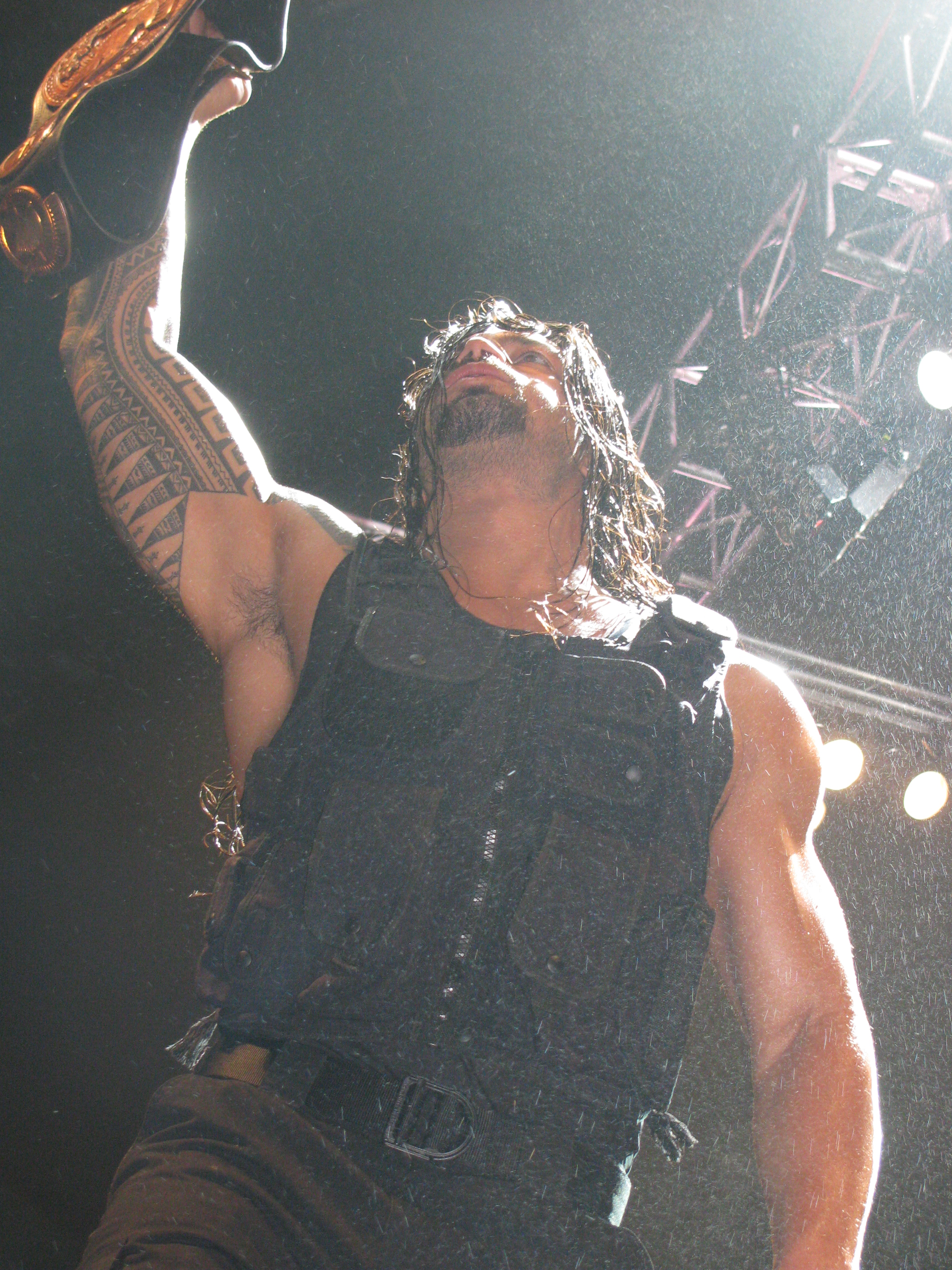
Роман Рейнс с титулом командного чемпиона WWE

  - Лучший момент года в WWE: Роман Рейнс возвращается после борьбы с лейкемией (2019)
- Florida Championship Wrestling
  - Командный чемпион Флориды (1 раз) — с Майком Далтоном
- Pro Wrestling Illustrated
  - Возвращение года (2019)
  - Вдохновляющий рестлер года (2018, 2019)
  - Самый ненавидимый рестлер года (2016)
  - Самый прогрессирующий рестлер года (2015)
  - Лучшая команда года (2013) с Сетом Роллинсом
  - № 1 в топ 500 рестлеров в рейтинге PWI 500 в 2016 и 2022
  - Рестлер года (2022)
- Sports Illustrated
  - № 9 место в топ-10 рестлеров 2020 года
- Wrestling Observer Newsletter
  - Самый прогрессирующий рестлер года (2013)[267]
  - Команда года (2013) с Сетом Роллинсом[267]
  - Худшая вражда года (2013) — в составе «Власти» против Биг Шоу
  - Самый переоценённый (2016)
  - Лучший образ (2021) — «Вождь племени»
  - Самый кассовый рестлер (2022, 2023)
- WWE
  - Чемпион WWE (4 раза)
  - Чемпион Вселенной WWE (2 раза)
  - Чемпион Соединённых Штатов WWE (1 раз)
  - Командный чемпион WWE (1 раз) — с Сетом Роллинсом[268]
  - Интерконтинентальный чемпион WWE (1 раз)
  - Победитель «Королевской битвы» 2015 года
  - Двадцать восьмой чемпион Тройной короны WWE.
  - Девятый чемпион Большого шлема WWE.
  - Slammy Award
    - 2013 — Приём года
    - 2013 — Группировка года — «Щит» (Дин Эмброус, Сет Роллинс и Роман Рейнс)
    - 2013 — Хэштег года #BelieveInTheShield
    - 2013 — Прорыв года — «Щит» (Дин Эмброус, Сет Роллинс и Роман Рейнс)
    - 2014 — Группировка года «Щит» (Дин Эмброус, Сет Роллинс и Роман Рейнс)
    - 2014 — Суперзвезда года
    - 2015 — Самый экстремальный момент года (на TLC уничтожил Шеймуса, Дель Рио, Русева, Барретта и Triple H)